# A solas contigo
A solas contigo es una película española de género thriller estrenada en 1990, dirigida por Eduardo Campoy y protagonizada en los papeles principales por Victoria Abril y Imanol Arias.
En la quinta edición de los premios Goya celebrada en 1991 fueron nominados Imanol Arias y Juan Echanove, en las categorías de mejor actor principal y secundario, respectivamente. Asimismo Agustín Díaz Yanes, Eduardo Calvo García y Manolo Matji, también fueron nominados en la categoría de mejor guion original.

## Sinopsis
Al teniente de navío Javier Artabe y a su compañero Carlos Escorial, miembros del Servicio de Inteligencia de la Marina, les encargan descubrir la procedencia de los ingresos del capitán Valenzuela. Descubren que pasa información de los planos de un hidroavión a una empresa extranjera. Valenzuela se suicida cuando se descubre todo, pero Escorial es asesinado ante Gloria, una chica ciega que vive enfrente. Entonces Artabe espera que el asesino reconozca a la chica, ya que ésta no puede reconocer al asesino.

## Reparto
- Victoria Abril como Gloria
- Imanol Arias como Javier
- Juan Echanove como Álvaro
- Nacho Martínez como Carlos
- Rafael Romero Marchent como Quintero
- Conrado San Martín como Almirante La Huerta
- Manuel Gil como Valenzuela
- María Luisa San José como	Cecilia
- Esperanza Campuzano como Mónica
- Emma Suárez como Hermana Gloria
- Javier Inglés como Ferran
- Lupe Barrado como Relaciones Públicas
- Miguel Ortiz como Alviz
- Isabel Prinz como Secretaria Álvaro
- Elena Cores como Mujer Quintero
- Concha Leza como Madre Gloria
- Saturnino García como	Paco
- Herminia Tejela como Mujer Paco
- Ramón Criado como Hermano Álvaro
- Ricardo Fernández como Técnico Radio I
- Helio Núñez como Técnico Radio II
- Vicente Ayala como Encargado Material
- Pablo Scola como Hermano Mónica